# Eutropius (consul)
Eutropius, cunoscut și ca Eutropie, (n. secolul al IV-lea d.Hr., Imperiul Sasanid – d. 399 d.Hr., Constantinopol, Imperiul Roman de Răsărit) a fost un eunuc și înalt demnitar al Imperiului Roman de Răsărit de la sfârșitul secolului al IV-lea, care a dobândit o mare influență în timpul împăratului Arcadius.

## Carieră
Eutropius s-a născut într-una dintre provinciile romane din Orientul Mijlociu, fie în Asiria, fie la hotarele Armeniei. Potrivit lui Claudian, poetul de curte al împăratului Honorius, care a compus o invectivă satirică împotriva lui Eutropius din cauza ostilității acestuia din urmă față de patronul lui Claudian, Stilicon, Eutropius a servit succesiv pe post de catamitus (băiat folosit în practicile homosexuale), proxenet și slujitor apropiat al mai multor militari și nobili romani, înainte de a ajunge unul dintre eunucii casnici ai palatului imperial. După moartea împăratului Teodosiu în anul 395, s-a aflat în fruntea unei facțiuni oponente puternicului prefect pretorian al Orientului, Rufinus, și a pus la cale căsătoria noului împărat, Arcadius, cu Aelia Eudoxia, fiica generalului Flavius Bauto, împiedicându-l pe ministrul principal al lui Arcadius să-și sporească puterea prin căsătoria fiicei sale cu tânărul și influențabilul împărat. După asasinarea lui Rufinus în același an, Eutropius a dobândit o importanță sporită la curtea imperială și a devenit în scurt timp sfetnicul principal al lui Arcadius. El s-a implicat, de asemenea, în Războiul Gildonic, încurajând revolta generalului Gildon împotriva uneltirilor politice ale lui Stilicon. Ascensiunea lui la putere a fost favorizată de oprirea invaziei hunilor în anul 398. În anul următor Eutropius a devenit primul eunuc care a fost numit consul.

## Căderea de la putere și execuția
În perioada ascensiunii sale la rangul de consul, Eutropius și-a câștigat o reputație de om crud și lacom. Este posibil ca el să fi avut un rol și în asasinarea predecesorului său, Rufinus. În 399, anul consulatului său, el l-a trimis pe Gaina, care îndeplinea în acea vreme funcția de magister militum, să înăbușe rebeliunea generalului ostrogot Tribigild. Cu toate acestea, Gaina și Tribigild s-au aliat pentru a-l convinge pe Arcadius să-l destituie pe Eutropius. Între timp, Eutropius se înstrăinase, de asemenea, de Eudoxia, pe care el o făcuse împărăteasă, care a venit, împreună cu fiicele sale mici, la soțul ei și i s-a plâns că eunucul uneltește împotriva ei. Mișcat de amenințările subordonaților săi și de grija față de familia sa, Arcadius l-a exilat pe Eutropius.
După căderea sa de la putere, Eutropius a rămas scurt timp în viață ca urmare a rugăminților adresate împăratului de către arhiepiscopul Ioan Gură de Aur, dar, în cele din urmă, a fost executat prin decapitare în Calcedon înainte de sfârșitul anului 399. Un edict imperial care s-a păstrat arată că numele său a fost supus practicii damnatio memoriae și că bunurile sale au fost confiscate.